# Imprimi potest

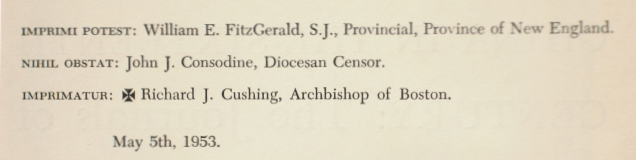
Las declaraciones imprimi potest, nihil obstat e imprimatur en un libro de un sacerdote jesuita publicado por Random House en 1953.

El imprimi potest es una aprobación oficial por el superior mayor de una orden religiosa o congregación católicas del contenido de una obra escrita por uno de los miembros, necesaria antes de autorizar su publicación. Indica que la obra de un miembro de la orden ha sido aprobada por sus superiores y puede ser objeto, ante el obispo de la diócesis, de la solicitud de permiso para imprimir. De esa manera pasará a manos del censor eclesiástico nombrado por el obispo, que debe otorgar el nihil obstat antes de que este a su vez firme el imprimatur.
A veces se acompaña de la frase Cum permissu superiorum (con permiso de los superiores). 